# Mästarnas mästare 2020
Den tolfte säsongen av TV-programmet Mästarnas mästare sändes i Sveriges Television under våren 2020. Säsongen har denna gång spelats in i Peloponnesos, Grekland under september 2019, vilket var tredje säsongen i rad som programmet spelades in i Grekland. Mästarkvalet, som hade haft premiär under säsong 11, återvände under denna säsong fast med några förändringar.
Det gruppsystem som använts sedan säsong 4 (med undantag för jubileumssäsongen 2018) användes även i denna säsong. Detta innebär att det var 10 deltagare i programmet, hälften kvinnor och hälften män, som gjorde upp om segern. Inför inspelningarna delades dessa personer upp i två grupper med totalt 5 personer i respektive grupp och de tävlade sedan inom dessa grupper i ett antal program. En efter en fick deltagarna lämna programmet innan en gruppfinal skedde där några personer i respektive grupp gick vidare till slutomgångarna i programmet. Där möttes för första gången personer från bägge grupperna innan en final slutligen hölls och vinnaren korades.

## Deltagare

### Grupp 1
Den första gruppen tävlade under avsnitt 1–3 (8–22 mars 2020):
| Namn                   | Sport       |
| ---------------------- | ----------- |
| Ida Ingemarsdotter     | Längdskidor |
| Josefine Öqvist        | Fotboll     |
| Jörgen Kruth           | Kampsport   |
| Michel Tornéus         | Friidrott   |
| Susanna "Sanna" Kallur | Friidrott   |

### Grupp 2
Den andra gruppen tävlade under avsnitt 4–6 (29 mars–12 april 2020):
| Namn               | Sport       |
| ------------------ | ----------- |
| Frida Hansdotter   | Alpint      |
| Henrik Windstedt   | Friåkning   |
| Kenneth Hansen     | Rallycross  |
| Kim Källström      | Fotboll     |
| Pernilla Johansson | Thaiboxning |

## Nattduellen
Nattduellen var den grenen i programmen som avgjorde vilken deltagare som varje vecka fick lämna tävlingen och hamna i Mästarkvalet. I duellen möttes varje gång den mästare som totalt sett efter tre grenar hamnat sist och en mästare som den förstplacerade valt ut. Likt de senaste säsongerna hölls ingen nattduell i det inledande gruppspelsmötet, både i den första och andra gruppen. Istället tog alla deltagarna med sig sina poäng från det första grupprogrammet till det andra, där en duell sedan hölls.
Nattduellen bestod av fem lysande stavar på ett bord. När en av stavarna slocknade skulle man ta den och den som tog staven först vann och fick stanna kvar i tävlingen. Tävlingen kördes i tre omgångar, där den person som först vunnit två omgångar hade vunnit nattduellen. För att armarna skulle vara på lika långt avstånd från stavarna tvingades de tävlande hålla i två stycken kättingar, som satt fast i marken. Tappade någon av de tävlande kättingen innan staven slocknade gick segern i den omgången till motståndaren.
| Avsnitt | Datum (2020) | Nattduell mellan                        | Vinnare omgång 1 | Vinnare omgång 2   | Vinnare omgång 3   | Utslagen           |   |
| ------- | ------------ | --------------------------------------- | ---------------- | ------------------ | ------------------ | ------------------ | - |
| 1       | 8 mars       | —                                       | —                | —                  | —                  | —                  | — |
| 2       | 15 mars      | Josefine Öqvist och Jörgen Kruth        | Josefine Öqvist  | Jörgen Kruth       | Jörgen Kruth       | Josefine Öqvist    |   |
| 3       | 22 mars      | Jörgen Kruth och Michel Tornéus         | Michel Tornéus   | Michel Tornéus     | —                  | Jörgen Kruth       |   |
| 4       | 29 mars      | —                                       | —                | —                  | —                  | —                  | — |
| 5       | 5 april      | Kenneth Hansen och Henrik Windstedt     | Henrik Windstedt | Kenneth Hansen     | Henrik Windstedt   | Kenneth Hansen     |   |
| 6       | 12 april     | Pernilla Johansson och Kim Källström    | Kim Källström    | Pernilla Johansson | Pernilla Johansson | Kim Källström      |   |
| 7       | 19 april     | Frida Hansdotter och Ida Ingemarsdotter | Frida Hansdotter | Ida Ingemarsdotter | Frida Hansdotter   | Ida Ingemarsdotter |   |
| 8       | 26 april     | Henrik Windstedt och Susanna Kallur     | Henrik Windstedt | Henrik Windstedt   | —                  | Susanna Kallur     |   |
| 9       | 3 maj        | Pernilla Johansson och Michel Tornéus   | Michel Tornéus   | Michel Tornéus     | —                  | Pernilla Johansson |   |
| 10      | 10 maj       | —                                       | —                | —                  | —                  | —                  | — |

### Mästarkvalet
Mästarkvalet, som hade haft premiär föregående år, återvände denna säsong. Detta kval leddes av Pernilla Wiberg och sändes enbart på SVT Play i samband med de vanliga avsnitten. Där tävlade de utslagna mästarna först enskilt mot Wiberg och vann de mot henne fick de en fördel i gruppduellen, vilken var mot en annan utslagen mästare från samma grupp. Den som vann gruppduellen fick en fördel i finalen, i vilken samtliga fyra utslagna mästare tävlade om en plats att återvända till Mästarnas mästare och Mästarhuset.

#### Resultattabell: Genrep
Det första avsnittet innehöll ett genrep, där Leijnegard tävlade mot Wiberg.
| Deltagare        | Plats |
| ---------------- | ----- |
| Pernilla Wiberg  | 1     |
| Micke Leijnegard | 2     |

#### Resultattabell: Grupp 1

##### Enskilda dueller
Öqvist tävlade i avsnitt 2 mot Wiberg och Kruth tävlade i avsnitt 3 mot Wiberg.
| Deltagare       | Plats |
| --------------- | ----- |
| Pernilla Wiberg | 1     |
| Josefine Öqvist | 2     |

| Deltagare       | Plats |
| --------------- | ----- |
| Jörgen Kruth    | 1     |
| Pernilla Wiberg | 2     |

##### Gruppduell
I och med Kruths seger mot Wiberg i den enskilda duellen fick han möjlighet att välja ordningen på de tre grenarna i gruppduellen: Skottkärran, Domino och Balansbrädan. Denna gruppduell avgjordes i avsnitt 4 och vanns av Kruth, som därmed fick en fördel inför finalen.
| Deltagare       | Plats | Gruppduell             | Gruppduell        | Gruppduell              |
| Deltagare       | Plats | Omgång 1 (Skottkärran) | Omgång 2 (Domino) | Omgång 3 (Balansbrädan) |
| --------------- | ----- | ---------------------- | ----------------- | ----------------------- |
| Jörgen Kruth    | 1     | Vinnare                | Vinnare           | Förlorare               |
| Josefine Öqvist | 2     | Förlorare              | Förlorare         | —                       |
| Pernilla Wiberg | —     | —                      | —                 | Vinnare                 |

#### Resultattabell: Grupp 2

##### Enskilda dueller
Hansen tävlade i avsnitt 5 mot Wiberg och Källström tävlade i avsnitt 6 mot Wiberg.
| Deltagare       | Plats |
| --------------- | ----- |
| Pernilla Wiberg | 1     |
| Kenneth Hansen  | 2     |

| Deltagare       | Plats |
| --------------- | ----- |
| Pernilla Wiberg | 1     |
| Kim Källström   | 2     |

##### Gruppduell
I och med att varken Hansen eller Källström besegrade Wiberg i de enskilda duellerna var det Wiberg som fick välja ordningen på de tre grenarna i gruppduellen: Skottkärran, Domino och Balansbrädan. Denna gruppduell avgjordes i avsnitt 6 och vanns av Källström, som därmed fick en fördel inför finalen.
| Deltagare      | Plats | Gruppduell             | Gruppduell              | Gruppduell        |
| Deltagare      | Plats | Omgång 1 (Skottkärran) | Omgång 2 (Balansbrädan) | Omgång 3 (Domino) |
| -------------- | ----- | ---------------------- | ----------------------- | ----------------- |
| Kim Källström  | 1     | Vinnare                | Vinnare                 | —                 |
| Kenneth Hansen | 2     | Förlorare              | Förlorare               | —                 |

#### Final
I avsnitt 7 tävlade samtliga deltagare i en hinderbana. Källström och Kruth hade tio sekunders försprång i och med sina vinster i gruppduellerna. De tävlande var tvungna att först klättra över en vägg för att sedan gå en balansgång. Därefter skulle de gräva sig under en mur för att avslutningsvis kasta prick på ett klosstorn de skulle bygga upp i bokstavsordning. Källström gick segrande ur finalen och fick då chansen att möta Ida Ingemarsdotter (som nyligen blivit utslagen ur Mästarnas mästare) i en enskild duell.
| Deltagare       | Plats |
| --------------- | ----- |
| Kim Källström   | 1     |
| Jörgen Kruth    | 2     |
| Josefine Öqvist | —     |
| Kenneth Hansen  | —     |

## Slutgiltig placering och utslagningsschema

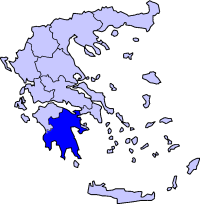
Den tolfte säsongen av Mästarnas mästare spelades in under september 2019 i Peloponnesos, Grekland.

### Resultattabell: Grupp 1
| Deltagare          | Plats | 1  | 2  | 1+2 | 3  |
| ------------------ | ----- | -- | -- | --- | -- |
| Susanna Kallur     | 1     | 15 | 11 | 26  | 14 |
| Ida Ingemarsdotter | 2     | 12 | 13 | 25  | 10 |
| Michel Tornéus     | 3     | 19 | 4  | 23  | 9  |
| Jörgen Kruth       | 4     | 8  | 8  | 16  | 6  |
| Josefine Öqvist    | 5     | 3  | 2  | 5   |    |

### Resultattabell: Grupp 2
| Deltagare          | Plats | 4  | 5  | 4+5 | 6  |
| ------------------ | ----- | -- | -- | --- | -- |
| Henrik Windstedt   | 1     | 16 | 11 | 27  | 16 |
| Frida Hansdotter   | 2     | 7  | 5  | 12  | 9  |
| Pernilla Johansson | 3     | 18 | 10 | 28  | 5  |
| Kim Källström      | 4     | 13 | 10 | 23  | 9  |
| Kenneth Hansen     | 5     | 3  | 1  | 4   |    |

### Slutspel: Semifinal och final
Finalen avgjordes den 10 maj 2020 mellan Michel Tornéus, Frida Hansdotter, Henrik Windstedt och Kim Källström. Den första grenen vanns av Hansdotter som därmed fick fem sekunders försprång mot tvåan, Källström, som i sin tur fick fem sekunders försprång mot trean, Windstedt, som i sin tur fick fem sekunders försprång mot fyran, Tornéus, inför den andra grenen. Den andra grenen vanns av Windstedt som därmed fick femton sekunders försprång mot tvåan, Tornéus, som i sin tur fick femton sekunders försprång mot trean, Hansdotter. Källström kom sist och åkte därmed ut ur Mästarnas mästare. Den tredje grenen vanns av Tornéus och tvåa kom Hansdotter, vilket betydde att Windstedt blev utslagen. I den avgörande finalen skulle de två kvarvarande deltagarna först ta sig genom en hinderbana fastknutna i ett rep för att sedan bära säckar över en balansgång och placera siffror i rätt ordning på en siffertavla. Efter det skulle de ösa brunn och balansera på tre klossar. Det sista och avgörande momentet var att pendla prick med stavar som hängde i en kätting. Detta moment vanns av Tornéus som därmed blev Mästarnas mästare 2020.
| Deltagare          | Plats | 7     | 8     | 9    | 10      |
| ------------------ | ----- | ----- | ----- | ---- | ------- |
| Michel Tornéus     | 1     | 12    | 19    | 11   | Vinnare |
| Frida Hansdotter   | 2     | 9     | 16    | 16,3 | Tvåa    |
| Henrik Windstedt   | 3     | 19    | 12    | 16,3 | Trea    |
| Kim Källström      | 4     | [ h ] | 12    | 8,3  | —       |
| Pernilla Johansson | 5     | 13    | 13    | 5    |         |
| Susanna Kallur     | 6     | 12    | 12    |      |         |
| Ida Ingemarsdotter | 7     | 9     | [ h ] |      |         |